# Luché-sur-Brioux
Luché-sur-Brioux ist eine französische Gemeinde mit 122 Einwohnern (Stand: 1. Januar 2022) im Département Deux-Sèvres in der Region Nouvelle-Aquitaine (vor 2016 Poitou-Charentes). Sie gehört zum Arrondissement Niort und zum Kanton Mignon-et-Boutonne.

## Geographie
Luché-sur-Brioux liegt etwa 45 Kilometer südöstlich von Niort. Umgeben wird Luché-sur-Brioux von den Nachbargemeinden Lusseray im Westen und Norden, Tillou im Nordosten, Fontenille-Saint-Martin-d’Entraigues im Osten sowie Chérigné im Süden und Südwesten.

## Bevölkerungsentwicklung
| Jahr                       | 1962 | 1968 | 1975 | 1982 | 1990 | 1999 | 2006 | 2019 |
| Einwohner                  | 200  | 198  | 158  | 140  | 143  | 139  | 136  | 132  |
| Quellen: Cassini und INSEE |      |      |      |      |      |      |      |      |

## Sehenswürdigkeiten

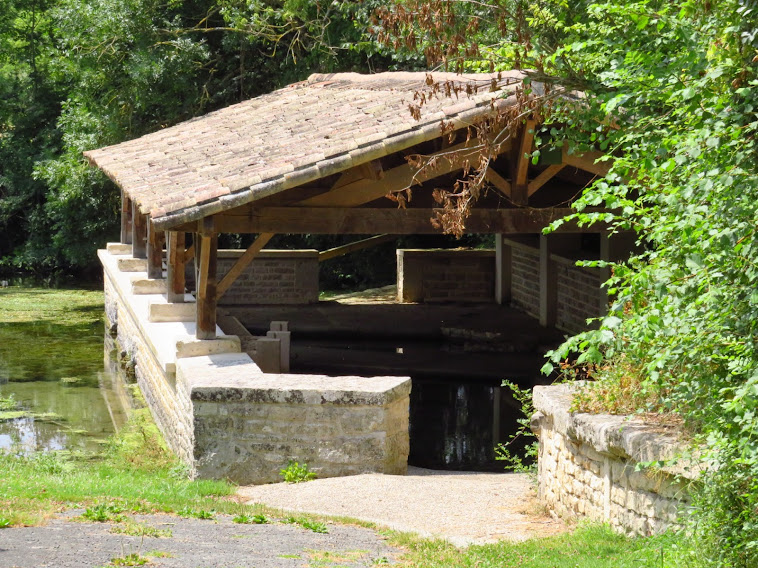
Ehemaliges Waschhaus

- Kirche Saint-Hippolyte